# Grand Prix cycliste de Québec 2018
Le Grand Prix cycliste de Québec 2018 est la 9e édition de cette course cycliste masculine sur route. La course a lieu le 7 septembre 2018 autour de la ville de Québec, au Canada, et fait partie du calendrier UCI World Tour 2018 en catégorie 1.UWT.

## Présentation

### Parcours
Le parcours est un circuit vallonné de 12,6 kilomètres à parcourir à seize reprises soit une distance totale de 201,6 kilomètres.

### Équipes
Le Grand Prix cycliste de Québec faisant partie du calendrier de l'UCI World Tour, les dix-huit « World Teams » y participent. Deux équipes continentales professionnelles et une sélection nationale ont reçu une invitation.
| WorldTeams (18)- AG2R La Mondiale - Astana - Bahrain-Merida - BMC Racing Team - Bora-Hansgrohe - Groupama-FDJ - Mitchelton-Scott - Movistar Team - Quick-Step Floors - Dimension Data - EF Education First-Drapac p/b Cannondale - Lotto Soudal - Lotto NL-Jumbo - Sky - Team Sunweb - Trek-Segafredo - UAE Team Emirates - Katusha-Alpecin Équipes continentales professionnelles (2)- Israel Cycling Academy - Rally Cycling Équipe nationale- Canada |
| |

## Classements

### Classement de la course
| \| Classement général \| Classement général \| Classement général \| Classement général \| Classement général \| \| Coureur \| Coureur \| Pays \| Équipe \| Temps \| \| ------------------ \| ------------------ \| ------------------ \| ------------------ \| ------------------ \| \| 1er \| Michael Matthews \| Australie \| Team Sunweb \| 5 h 04 min 17 s \| \| 2e \| Greg Van Avermaet \| Belgique \| BMC Racing Team \| + 0 s \| \| 3e \| Jasper Stuyven \| Belgique \| Trek-Segafredo \| + 0 s \| \| 4e \| Timo Roosen \| Pays-Bas \| LottoNL-Jumbo \| + 0 s \| \| 5e \| Patrick Konrad \| Autriche \| Bora-Hansgrohe \| + 0 s \| \| 6e \| Zdeněk Štybar \| Tchéquie \| Quick-Step Floors \| + 0 s \| \| 7e \| Arthur Vichot \| France \| Groupama-FDJ \| + 0 s \| \| 8e \| Nathan Haas \| Australie \| Katusha-Alpecin \| + 0 s \| \| 9e \| Michael Valgren \| Danemark \| Astana \| + 0 s \| \| 10e \| Anthony Roux \| France \| Groupama-FDJ \| + 0 s \| |                   |           |                   |                 |
| |                   |           |                   |                 |
| Source : ProCyclingStats |                   |           |                   |                 |
| Classement général |                   |           |                   |                 |
| Coureur | Coureur           | Pays      | Équipe            | Temps           |
| 1er | Michael Matthews  | Australie | Team Sunweb       | 5 h 04 min 17 s |
| 2e | Greg Van Avermaet | Belgique  | BMC Racing Team   | + 0 s           |
| 3e | Jasper Stuyven    | Belgique  | Trek-Segafredo    | + 0 s           |
| 4e | Timo Roosen       | Pays-Bas  | LottoNL-Jumbo     | + 0 s           |
| 5e | Patrick Konrad    | Autriche  | Bora-Hansgrohe    | + 0 s           |
| 6e | Zdeněk Štybar     | Tchéquie  | Quick-Step Floors | + 0 s           |
| 7e | Arthur Vichot     | France    | Groupama-FDJ      | + 0 s           |
| 8e | Nathan Haas       | Australie | Katusha-Alpecin   | + 0 s           |
| 9e | Michael Valgren   | Danemark  | Astana            | + 0 s           |
| 10e | Anthony Roux      | France    | Groupama-FDJ      | + 0 s           |

- Meilleur grimpeur:  Peter Kennaugh (Bora-Hansgrohe)
- Meilleur canadien:  Guillaume Boivin (Israel Cycling Academy)

### Classements UCI
La course distribue aux soixante premiers coureurs les points suivants pour le classement individuel de l'UCI World Tour (uniquement pour les coureurs membres d'équipes World Tour) et le Classement mondial UCI (pour tous les coureurs) :
| Position | 1er | 2e  | 3e  | 4e  | 5e  | 6e  | 7e  | 8e  | 9e  | 10e | 11e | 12e | 13e | 14e | 15e | 16e à 20e | 21e à 30e | 31e à 50e | 51e à 55e | 56e à 60e |
| Points   | 500 | 400 | 325 | 275 | 225 | 175 | 150 | 125 | 100 | 85  | 70  | 60  | 50  | 40  | 35  | 30        | 20        | 10        | 5         | 3         |

## Liste des participants
- Liste de départ complète